# Joahnys Argilagos
Joahnys Oscar Argilagos Perez (11 de janeiro de 1997) é um pugilista cubano, medalhista olímpico. 

## Carreira
Joahnys Argilagos competiu na Rio 2016, na qual conquistou a medalha de bronze no peso mosca-ligeiro.